# D. L. G. Motor Car Company
D. L. G. Motor Car Company war ein US-amerikanischer Hersteller von Automobilen.

## Unternehmensgeschichte
A. L. Dyke betrieb in St. Louis in Missouri sowohl die A. L. Dyke Automobile Supply Company als auch die St. Louis Electric Automobile Company. 1906 gründete er zusammen mit seinen Mitarbeitern B. L. Liebert, einem deutschstämmigen Ingenieur, und V. R. Givens, einem weiteren Ingenieur, dieses zusätzliche Unternehmen in der gleichen Stadt. Die Produktion von Automobilen begann je nach Quelle 1906 oder 1907. Der Markenname lautete DLG, abgeleitet von den Anfangsbuchstaben ihrer Namen. 1907 endete die Produktion. Insgesamt entstanden nur wenige Fahrzeuge.

## Fahrzeuge
Das einzige Modell hatte einen Sechszylindermotor mit OHV-Ventilsteuerung, der 35 PS leistete. Der Kühlergrill ähnelte den damaligen Mercedes-Modellen der Daimler-Motoren-Gesellschaft. Zwei Aufbauten standen zur Wahl. Der Runabout hatte ein Fahrgestell mit 287 cm Radstand. Beim Tourenwagen betrug der Radstand 330 cm.

## Modellübersicht
| Jahr | Modell   | Zylinder | Leistung (PS) | Radstand (cm) | Aufbau      |
| ---- | -------- | -------- | ------------- | ------------- | ----------- |
| 1907 | Runabout | 6        | 35            | 287           | Runabout    |
| 1907 | Touring  | 6        | 35            | 330           | Tourenwagen |